# Dingsleben

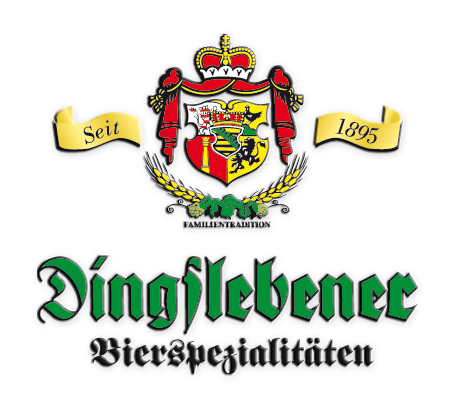
Dingslebener Bierspezialitäten

Dingsleben ist eine Gemeinde im Landkreis Hildburghausen im fränkisch geprägten Süden des Freistaats Thüringen. Sie gehört der Verwaltungsgemeinschaft Feldstein an. Der Verwaltungssitz ist in der Stadt Themar.

## Lage
Dingsleben liegt räumlich gesehen im Städtedreieck Hildburghausen, Römhild und Themar sowie am Fuß der Gleichberge in Südthüringen. Die Kreisstraße 510 erschließt den Raum und führt zu anderen Wegen durchs Grabfeld im Henneberger Land. Die Nachbarorte sind Sankt Bernhard und östlich Zeilfeld. Das Gelände ist stark kupiert, aber klimatisch aus dem Schweinfurter Becken günstig beeinflusst.

## Geschichte
Dingsleben wurde erstmals urkundlich erwähnt, als die Äbtissin Emhild des Klosters Milz es am 3. Februar 799 samt Zugehörungen  dem Stift Fulda übertrug. Während der Zeit der Stammesherzogtümer lag der Ort im Herzogtum Franken. Herrschaftsmäßig gehörte der Ort im Amt Themar zunächst zur Grafschaft Henneberg, nach 1583 zu verschiedenen sächsischen Herzogtümern und seit 1826 zu Sachsen-Meiningen.
Im Zuge der Wirren der Revolution von 1848 von Truppen des Königreichs Bayern, den „Strafbayern“ besetzt. Im Jahr 1895 wurde eine Brauerei gegründet, die heute noch als  Privatbrauerei Metzler existiert. 1920 kam Dingsleben zum Land Thüringen. Am Morgen des 8. April 1945 beseitigten Einwohner zusammen mit Zwangsarbeitern aus Polen und Russland die von der Wehrmacht aufgerichtete Panzersperre, um den US-Truppen freien Durchzug zu ermöglichen.

## Kirche
Die evangelisch-lutherische Kirche St. Nicolaus und St. Margarethe wurde in den 1740ern gebaut und befindet sich in der Ortsmitte.

## Politik
Der Gemeinderat besteht aus sechs Ratsmitgliedern. Bei der Kommunalwahl 2024 erreichte der Heimatverein Am Brunnenberg 70,8 % der abgegebenen gültigen Stimmen (4 Sitze) und der SV 1951 Dingsleben 29,2 % (2 Sitze). Während die Sitzverteilung im Gemeinderat zwischen den beiden Listen gleich blieb, konnte der Heimatverein am Brunnenberg prozentual seine absolute Mehrheit ausbauen. Die Wahlbeteiligung betrug 79,8 % (2019: 73,6 %).
Bei der Bürgermeisterwahl 2022 wurde Steffi Hartleb mit 95,9 % zur Bürgermeisterin wiedergewählt.

## Wirtschaft
Außer der Privatbrauerei Metzler sind in Dingsleben viele kleinere Betriebe und vor allem Ein-Mann-Unternehmen ansässig.

## Söhne und Töchter der Gemeinde
- Georg Michael Kemlein (1785–1852), Kantor, Komponist
- Alfred Kirchner (1887–1964), Politiker (NSDAP)